# Lobsang Samten (politicus)
Lobsang Samten (Taktser (Tibet), 1933 - New Delhi, 28 september 1985) was een Tibetaans geestelijke en politicus. Hij was een erkende incarnatie lama binnen de gelugtraditie van het Tibetaans boeddhisme.

## Jeugd
Op zijn vierde werd hij van zijn ouders gescheiden en verder opgevoed in het klooster Kumbum in Amdo. Toen zijn jongere broer Lhamo Dhondup werd erkend als de veertiende dalai lama Tenzin Gyatso en zich ook in het klooster Kumbum voegde, vertrokken ze vier maanden later in 1939 met het gehele gezin naar Lhasa waar hij verder opgroeide.
Lobsang Samten was nagenoeg de enige die geregeld met Tenzin Gyatso speelde. Het was ook Lobsang die Heinrich Harrer aan Tenzin voorstelde. Op aanraden van Losang bouwde Harrer de bioscoop voor de lama koning. Toen Lobsang acht jaar oud was, verliet hij het paleis en werd hij naar een privéschool gestuurd.

## Loopbaan
In Lhasa hield hij de post van hofmaarschalk (Chi-kyap Khempo). De hofmaarschalk stond aan de leiding van het Potala. Hij stond in rang tussen de dalai lama en de Yigtsang.
In de jaren '50 vluchtte Lobsang Samten in ballingschap naar India. Hier werd hij voor de Tibetaanse regering in ballingschap kalön (minister) voor gezondheidszorg het hoofd van de Tibetaanse Ziekenhuizen. Zijn vrouw was secretaris-generaal van het ministerie van gezondheidszorg.
Lobsang Samten reisde in een delegatie naar Tibet van augustus tot november 1979 en in oktober 1980. Tijdens deze bezoeken werd de delegatie ontvangen door grote menigtes en werd ze gezien als een boodschapper van hun broer. Hij reisde onder leiding van zijn broer Gyalo Döndrub, maar ook zijn broer Thubten Jigme Norbu en zijn zus Jetsün Pema reisden in die jaren enkele maanden terug naar Tibet.